# Ermita de Santa Margarida (la Ràpita)
L'ermita de Santa Margarida era la capella del castell de la Ràpita (Noguera). A falta d'un altre recinte al poble, va servir per al culte fins a la construcció de l'església de la Sagrada Familia.

## Història i descripció
No se'n coneix amb exactitud la data de construcció. No obstant això, per l'estil i el mètode constructiu, es puot situar al segle xii, immediatament després de la conquesta cristiana del lloc per Ramon Berenguer IV (1149). Possiblement, va ser construïda a sobre d'alguna mesquita, com a Balaguer, on les mesquites d'Avimoni o Aljama es convertirien en les esglésies en Sant Salvador o Santa Maria d'Almatà, respectivament, o el cas de Sant Miquel de Vallfogona de Balaguer. La primera menció documental és del 1091, quan el comte d'Urgell Ermengol IV va cedir a Sant Pere de Ponts una capella que s'havia de construir a la Ràpita, dedicada a Sant Pere i altres sants. No obstant això, i sense que es conegui el motiu, un document datat el 1369 fa referència a l'advocació a Santa Margarida.
La falta de manteniment ocasionà desperfectes a l'exterior de l'esglesiola, provocant despreniments de carreus, motiu pel qual s'optà per una reforma que assegurés l'edificació. Finalment, en ple segle xviii es reformà internament, desmantellant la volta de canó típica de les construccions romàniques i substituint-la per una de llunetes. L'absis també fou modificat i rellevat per una coberta de petxina.
Actualment, és de planta rectangular i una sola nau, coberta amb una volta de llunetes que carrega directament sobre els murs laterals, força gruixuts i reforçats amb un contrafort, posterior a la construcció de l'esglesiola, en la part sud. Com és habitual, l'absis se situa en direcció est. L'actual porta d'accés al temple s'obre en l'extrem oest, oposat a l'altar, i és gòtica, segurament substituint l'antiga portalada romànica. Està conformada per un arc de mig punt amb grans dovelles, emmarcades per una cornisa i dues mènsules, idèntiques a les que hi ha a la porta del castell. Tot i que els nivells de degradació de l'estructura són elevats, l'aparell constructiu és força acurat, fet a base de carreus rectangulars de pedra sorrenca i ben escairats.
S'ha de superar un petit esglaó per accedir a la nau. El mobiliari que s'observa en l'actualitat no té res a veure amb el que es podia observar a principis del segle xx. La Guerra Civil va fer desaparèixer els retaules i imatgeria que es conservaven a l'interior, així com la documentació generada per la parròquia -llibres de baptismes, defuncions o comunions, entre altres). Entre el contingut hi havia «El dia tres de novembre de l'any 1469 dicta testament Roger de Foix, senyor de la Ràpita. En les seves últimes voluntats cedeix una quantitat específica de diners que els seus marmessors han de destinar a la construcció de dos retaules per a l'església i capella de la Ràpita. El primer, amb un cost de deu lliures barceloneses, havia de ser consagrat a Santa Maria i ubicat darrere l'altar. L'altre, sota la invocació de Sant Joan evangelista, comptava amb un pressupost de 15 lliures barceloneses. A més, cedeix una altra quantitat «per emblanquir e perfilar dita capella».
No se sap quin aspecte podien tenir els retaules, ja que foren destruïts durant la Guerra Civil. L'actual retaule barroc hi va ser traslladat un cop finalitzat el conflicte. A mitjans dels anys 1940, fou adquirida una imatge de santa Margarida, patrona del poble, que presideix la capella a l'esquerra dels fidels. Així mateix, també foren afegits dos tapissos amb els escuts d'armes de la família, que pengen de les parets laterals de l'altar. Per a completar la decoració també s'hi afegiren quadres, com una immaculada del segle xviii i imatges religioses del Sant Crist de Balaguer.